# Sebastian Madaliński
Sebastian Madaliński herbu Larysza (zm. przed 1 lutego 1679 roku) – chorąży wieluński w latach 1670–1679, surogator ostrzeszowski.
Był elektorem Michała Korybuta Wiśniowieckiego z ziemi wieluńskiej w 1669 roku. W 1672 roku był deputatem ziemi wieluńskiej na Trybunał Główny Koronny. W 1674 roku był elektorem Jana III Sobieskiego z ziemi wieluńskiej. 